# Kunmadaras

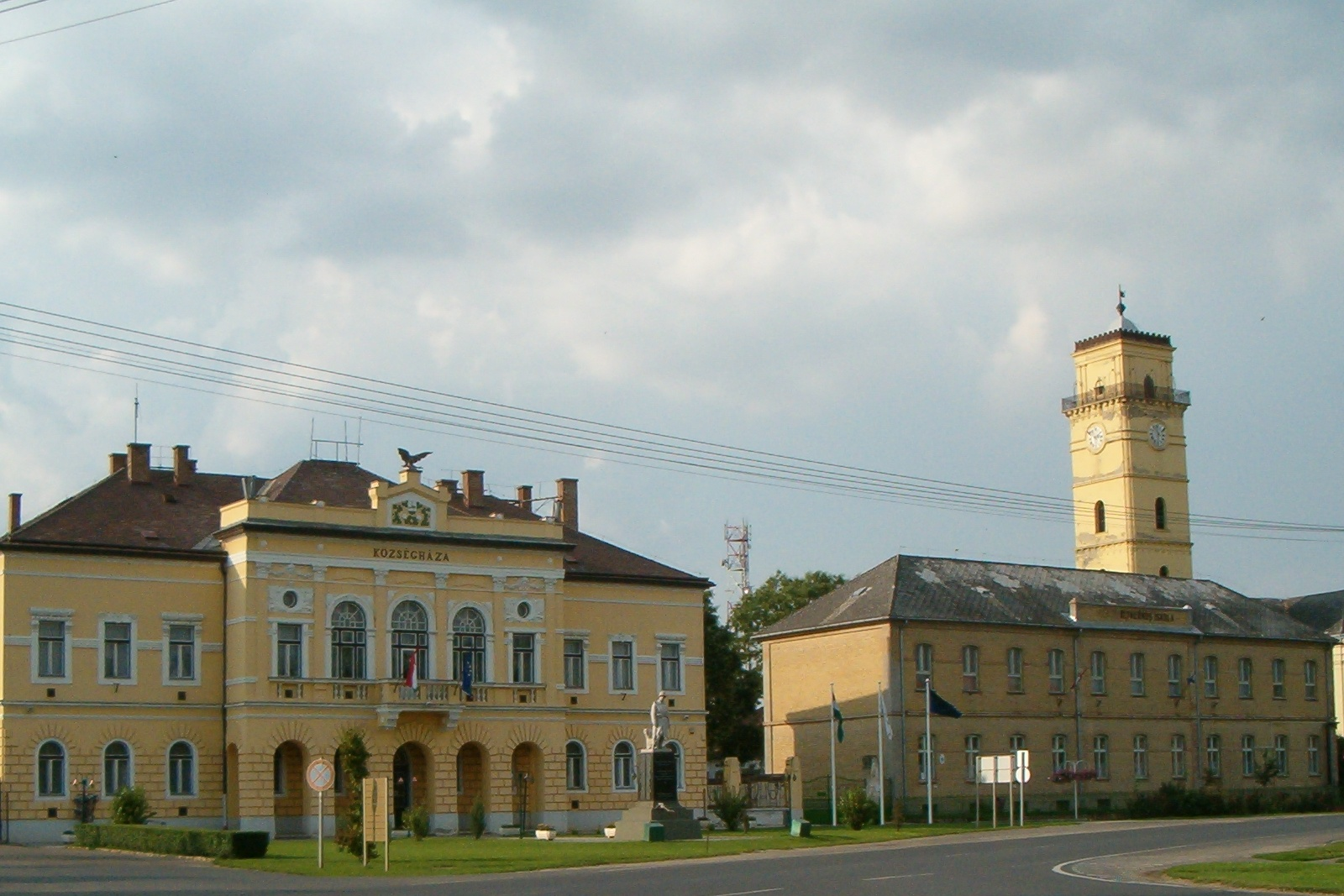
Kunmadaras centrum

Kunmadaras är en mindre stad i provinsen Jász-Nagykun-Szolnok i Ungern. År 2020 hade Kunmadaras totalt 5 059 invånare.
Det finns ett före detta ryskt flygfält som numera används för Dragracing. Man har kört flera mindre tävlingar under flera år sedan ryssarna övergav fältet. En EM deltävling i Dragracing är inplanerad under 2009